# 台灣史學史
台灣史學史，可上溯清代至日治時期間的各種史學書寫與研究成果，參考政權變更的時間，以1945年8月15日終戰日為分界，界定出戰前與戰後兩個時期。

## 戰前台灣史學

### 中國傳統史學概念的臺灣史
日治時期由台人以中國傳統史學體例撰寫的台灣史，多為延續清代政府編纂方志之習慣進行，乙未割台後因台灣與中國的關聯切斷，這批台灣文人轉向以台灣為本體的書寫架構，並以連橫《臺灣通史》為例。詳參清代臺灣史學史。

### 日治時期殖民地研究傳統
又可分初期、中期與後期。初期主要是針對台灣全島的調查報告，奠定台灣史書寫的里程碑。如：東京帝國大學史學科教授路德維格·里斯的《臺灣島史》 (1897) 、竹越與三郎《台灣統治志》(1905) 與後藤新平推動的舊慣調查事業等；中期以台灣史料編纂為主，如：1922年臺灣總督府史料編纂委員會《台灣史料稿本》、伊能嘉矩《臺灣文化志》、矢內原忠雄《帝國主義下的台灣》；後期著重在台灣歷史民俗的研究，以《民俗臺灣》雜誌為代表，致力保存台灣地方文化。

## 戰後台灣史學

### 從「中國地方史」走向台灣史
二戰後，中華民國政府接收台灣，官方成立台灣省文獻會來主持修志事業，修纂「台灣省通志」，因此，1960年代臺灣史被視為「中國地方史」一部分；此外，歐美學者也將台灣視為研究中國的實驗室，將台灣作為區域研究的對象；海外反對運動者也撰寫台灣史作為凝聚台灣意識的手段；本土學者則投入台灣民俗、古蹟的研究中。1970年代後，中華民國退出聯合國，史學界以台灣為主體歷史研究逐漸興起，如林本源文教基金會大力資助台灣研究；而官方支持的台灣史蹟源流研究會也成立。1981年官方成立行政院文化建設委員會，推行古物行政，在指定古蹟過程中，也深化台灣史研究；文建會也在各縣市設立文化中心(日後升格為局)，強化地方史研究，此後，史蹟調查、口述歷史逐漸累積，甚至開始擴展到「村」作為修志單位；以及增加原住民(含平埔族群研究)。
1986年台灣解嚴，學院中的台灣史課程從選修轉為必修，產生「臺灣史學程」，歷史學的博碩士論文也出現台灣史作品，迄今約佔3-4成左右。1988年，中央研究院臺灣史研究所前身「臺灣史田野工作室」成立，是80年代中期由張光直院士的建議所設立，初期階段以平埔族研究作為工作室的主要計畫之一。南岛民族的平埔族群是漢人來臺之前的臺灣主人，臺灣歷史研究最晚當從平埔族講起。然而進入二十世紀，尤其二戰之後，平埔族卻「消失」了，所以張光直先生 為《臺灣史田野研究通訊》作的〈發刊詞〉說：田野工作室開啟一個具有很大象徵意義的計畫。而此研究取向，也和當時本土化運動有所關連。2004年中央研究院台灣史研究所、政大台灣史研究所、台師大台灣史究所成立，建立了學術研究台灣史重鎮。加上大量史料出版、數位化，工具書編訂、跨界研究等，使台灣史研究達到高峰。

### 西方研究傳統之台灣史研究
除了1903年William Campbell的Formosa Under the Dutch及James Davidson 的The Island of Formosa 等代表作外，大多數西方學者為1960年代後期來台灣、港澳、泰國等華人社群進行研究，相關組織有：美國亞洲研究學會台灣研究小組、哈佛燕京學社等，其中，猶他家譜學會致力於台灣等地族譜調查，並在王世慶協助下編纂採集到的民間古古文書為〈台灣公私藏古文書〉（5,691件）；1970年代出版許多關於台灣史的名作，另由旅美考古學家張光直主持「濁大流域自然與文化史科技研究計劃」及近史所「中國現代化區域研究計畫」等科技合作集體研究計畫。培育出新的台灣史研究人才同時，李國祁等人提出之「土著化」、「內地化」也成為80年代台灣史重要討論課題，開啟台灣關於城鄉與都市聚落體系結構的新議題。

### 從顯學走向險學
戰後台灣史，從戰後初期政府反共復國意識形態下，台灣設定為「反攻復國基地」，只為中華民國而生，因此，官方教育重點是中國史。台灣人想要學習台灣史，資源相當有限。戰後楊雲萍提倡台灣史，一直到1983年全台才有第一本歷史所的台灣史博士論文。1993-2004年，台灣史研究走向顯學，歷史學博碩論文中，臺灣史論文達到四成。但由於中國產製《台灣文獻匯刊》、《館藏台灣研究檔案》，以超越台灣數量達數百冊的《臺灣文獻叢刊》；加上廈大、中國社科院近代史研究所、南京、武漢等地有關台灣史的任務性研究，加上廈大台灣研究院快速培養學生，有步步逼近本地台灣史研究的趨勢。反觀台灣歷史研究所目前只有2間，且沒有學系，因此台灣史也進入險學的局面。:97-98